# リズ・トラス
リズ・トラス（英語: Liz Truss）、本名メアリー・エリザベス・トラス（Mary Elizabeth Truss、1975年7月26日 - ）は、イギリスの政治家。同国第78代首相（在任: 2022年9月6日 - 2022年10月25日）。
オックスフォードのマートン・カレッジに通い、オックスフォード大学自由民主党の総裁を務める。1996年に卒業後、保守党に入党。シェル社、ケーブル・アンド・ワイヤレス社に勤務し、シンクタンク「リフォーム」の副所長も務めた。2010年の総選挙で、サウスウェストノーフォーク選挙区から選出された。後方支援者として、育児、数学教育、経済などの改革を訴える。保守党議員によるen:Free Enterprise Groupを設立し、After the Coalition（2011年）、Britannia Unchained（2012年）など多くの論文や本を執筆・共著している。
議員当選後は、2012年から2014年まで保育・教育担当国務次官を務め、2014年の内閣改造で環境・食料・農村問題担当国務長官に就任。2016年の国民投票では英国のEU残留を求める「Britain Stronger in Europe」キャンペーンの支持者であったものの、国民投票後にはBrexit（EU離脱）を支持した。2016年7月にキャメロンが辞任した後、メイ内閣で司法大臣と大法官に任命され、1000年の歴史上初の女性大法官となった。2017年の総選挙後、トラスは財務省の首席秘書官に就任した。2019年はメイの保守党党首辞任を受け、次期党首にジョンソンを支持。当選したジョンソンはトラスを国際貿易大臣と商務庁長官に指名した。さらに2019年9月に平等担当大臣にも就任する。2021年の内閣改造で外務・英連邦・開発大臣に就く。2021年12月に政府の対EU首席交渉官、EU・英国パートナーシップ協議会の英国議長となった。2022年7月よりジョンソンの党首辞任を受けて行われた保守党党首選挙で勝利。9月6日に首相に任命された。その2日後である9月8日に女王エリザベス2世が崩御したため、女王によって任命された最後の首相となった。
経済政策の失敗(トラス・ショック)により金融市場が混乱を招き、その影響が政権内部にも波及して求心力が低下した結果、10月20日に就任からわずか1ヶ月半で辞任を表明。首相在任期間は49日でイギリス史上最短となった。

## 来歴

### 生い立ち
オックスフォード生まれ。父は後にリーズ大学教授となる数学者のジョン・トラス。母は看護師、教師、元核軍縮運動会員のプリシラ・メアリー・トラス。両親はともに「労働党左派（British Labour Left）」であった。後に、トラスが保守党から出馬した際には両親から強く反対され、最終的に母の同意は得たものの、父からは最後まで了承を得られなかった。 
4歳でスコットランドに引っ越し、スコットランドのペイズリーのウェスト小学校（West Primary School）に通う。その後、リーズ北東部の総合学校のラウンドヘイ校（Roundhay School）に通っている。また、カナダに一年間居住した。1996年、オックスフォード大学マートンカレッジをPPE（哲学・政治学・経済学）専攻で卒業。

### 民間企業での経歴
オックスフォード大学卒業後はロイヤル・ダッチ・シェルに入社。その後、ケーブル・アンド・ワイヤレス（C&W、現在はボーダフォン傘下）に転職し、同社在職中に管理会計士の資格を取得した。2回連続で選挙に敗れた後、2008年からシンクタンクで副局長を務めた。

### 政治経歴
1998年から2000年までルイシャム・デプトフォード保守協会の会長を務めた。2006年にグリニッジのロンドン特別区の評議員に選出された。
デーヴィッド・キャメロン党首下の保守党で国会議員候補者となり、2010年の総選挙でサウス・ウェスト・ノーフォーク選挙区から庶民院に選出された。2012年には教育省の政務次官に任命され、政務職に就いた。

#### 環境大臣
2014年の内閣改造で環境・食糧・農村地域大臣に任命された。食品輸出拡大に注力したが、工業製品などと比べると市場規模の小さな食品について、特に国内消費されるチーズの2/3が輸入されていることは「恥辱」だと保守党大会で発言し、大きな話題になった。また、事業仕分けで自分の省を積極的に予算削減した。

#### 司法大臣・財務省副大臣
2016年からのテリーザ・メイ内閣では司法大臣および大法官に任命されたが、野党からは司法知識の欠如を指摘された。2017年の総選挙後は財務省副大臣に移った。2019年の党首選挙では立候補の可能性に言及していたが、最終的にはボリス・ジョンソンの支持に回った。

#### 国際貿易大臣
ジョンソン内閣で国際貿易大臣に就任。2019年9月に2度、トラスは、イエメン内戦で使用するためのサウジアラビアへの武器売却は違法だとした裁判所の命令に反して、国際貿易省が「うっかり」サウジアラビアへの軍事物資の出荷を許可したと発言し、批判された。トラスは下院の武器輸出規制委員会で謝罪したが、野党はそれを受け入れず法律を破ったとして即時辞任を求めた。
2020年には、右翼的な経済研究所との公的記録を削除していたことが明らかになった。
2020年9月、日本と自由貿易協定で合意した。これは、イギリスがEUを離脱して以来最初に署名した主要な貿易協定であり、トラスは「歴史的瞬間」と評した。しかし、内容はほとんど既存のEUと日本の協定のコピーであり、離脱反対派からはブレグジットの付加価値は全くなかったと批判された。
平等担当大臣として平等政策のスピーチをした際には、現在のイギリスは空間的格差を無視してファッショナブルな人種や性差別に重きを置きすぎていると指摘した。

#### 外務大臣

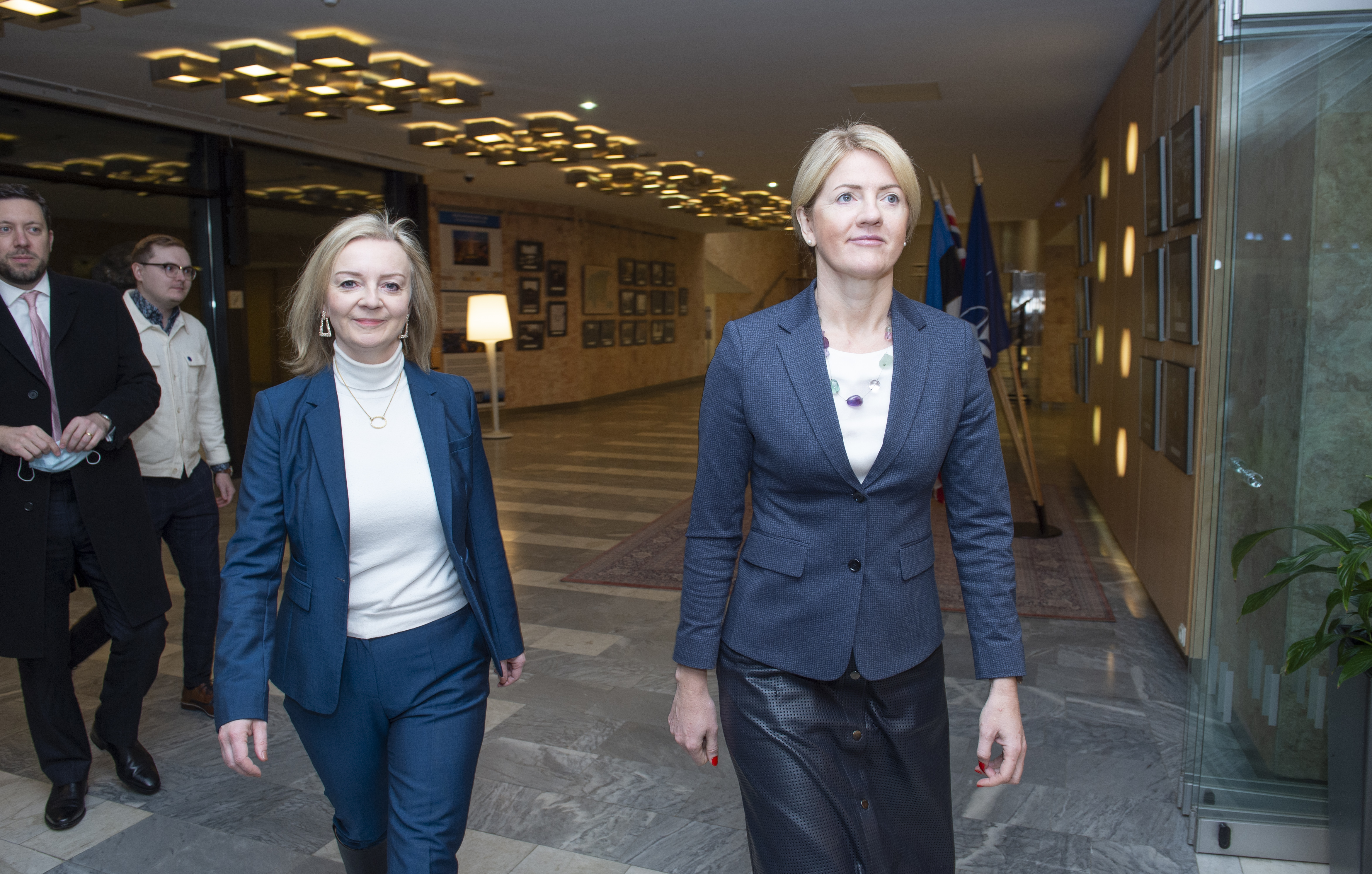
2021年11月30日、エストニアのエヴァ＝マリア・リーメッツ外相と

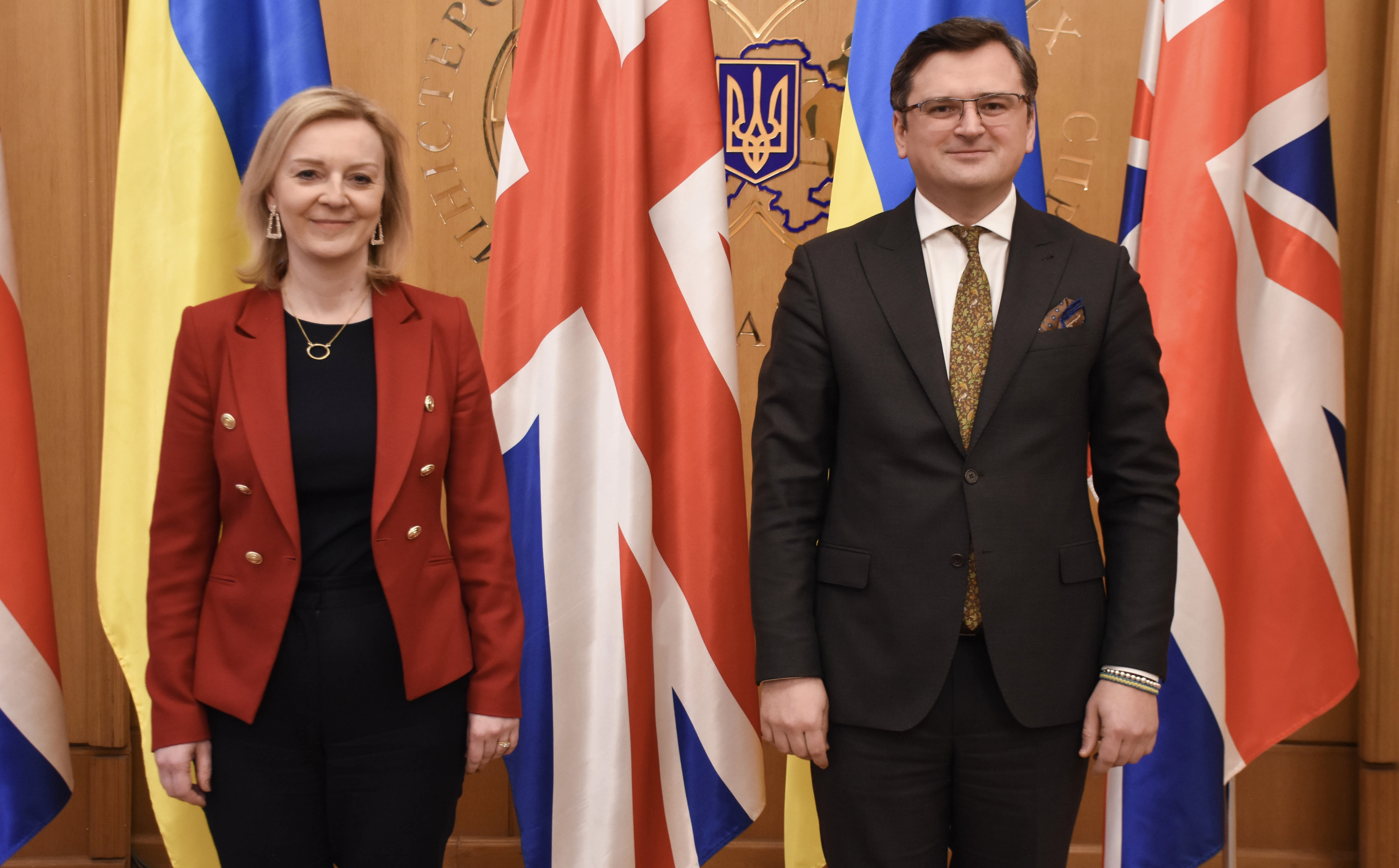
2022年2月17日、ウクライナのドミトロ・クレーバ外相と

2021年9月15日、第2次ジョンソン内閣の改造により保守党政権では初、イギリスでは2人目の女性外相に任命された。トラスは記者団に対し「国際的なイギリスの前向きで外向きのヴィジョンを推進していきたい」と語った。

#### ウクライナ危機
11月にEU・ベラルーシ国境難民危機が起きると、ロシアに介入するよう呼びかけた。
2021年12月にウクライナ危機が起きると、いち早くロシア制裁に動いた。また、ウクライナに防御兵器を提供していると発言した。2022年2月10日にはロシアのセルゲイ・ラブロフ外相と会談したが、互いに批判し合ったのみで成果は得られなかった。なお、この際ロシアの州をウクライナの州と混同する失態を演じている。
2月24日にウクライナ侵攻が始まると、BBCのインタビューにおいて、イギリス人のウクライナへの義勇兵を支援するかどうか尋ねられ、「絶対に」と答えた。しかし、後に他の保守派議員や野党から、そのような行動は1870年制定の法律の下では違法であると批判された。
4月11日、ロシア軍がマリウポリ市民への攻撃に化学物質を使用した可能性があるとの報告」があったとSNSで発信した。アゾフ大隊の戦闘員も同日、ロシア部隊が包囲したマリウポリで「ウクライナ軍と民間人に対して正体不明の毒物を使用した」と述べていた。また、ゼレンスキー大統領も懸念を示していた。しかし、こうした主張を裏付ける証拠は示されておらず、マリウポリ市長の補佐官と米国務省のプライス報道官は確認されていないと述べた。

#### EU担当国務相
2021年12月19日、ジョンソン政権の相次ぐ閣僚辞任の影響で、欧州連合離脱担当相を兼任。5月17日、対EU通商協定（北アイルランド議定書）を変更する法案を発表した。EUはイギリスが法案可決に進むなら「あらゆる手段を使って対応する」と応戦し、緊張が高まった。

### 保守党党首選挙出馬
2022年7月10日、ボリス・ジョンソン首相の辞意表明を受け、トラスは保守党党首選挙に出馬。議員投票では第4回目まで3位でペニー・モーダント外交政策担当相の後塵を拝していたが、最終の第5回目投票でモーダントを僅差で逆転して2位となり、リシ・スナク前財務相との決選投票に進んだ。9月5日に結果が発表され、8万1326票を獲得し、6万399票にとどまったスナクを下し当選、第71代マーガレット・サッチャー、第76代テリーザ・メイに次ぐイギリス史上3人目の女性首相となることが決まった。

### イギリス首相

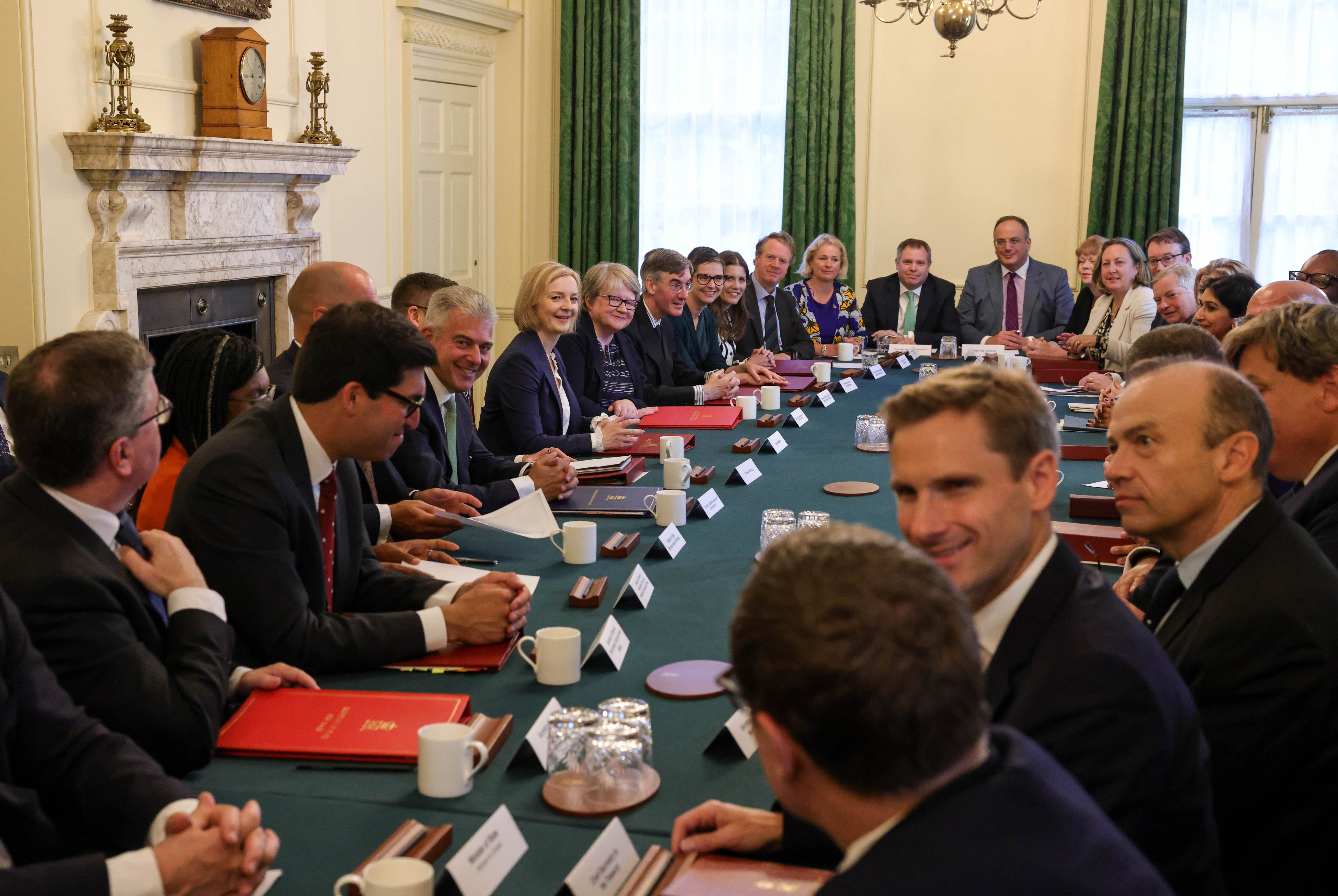
2022年9月7日、トラス内閣の閣議

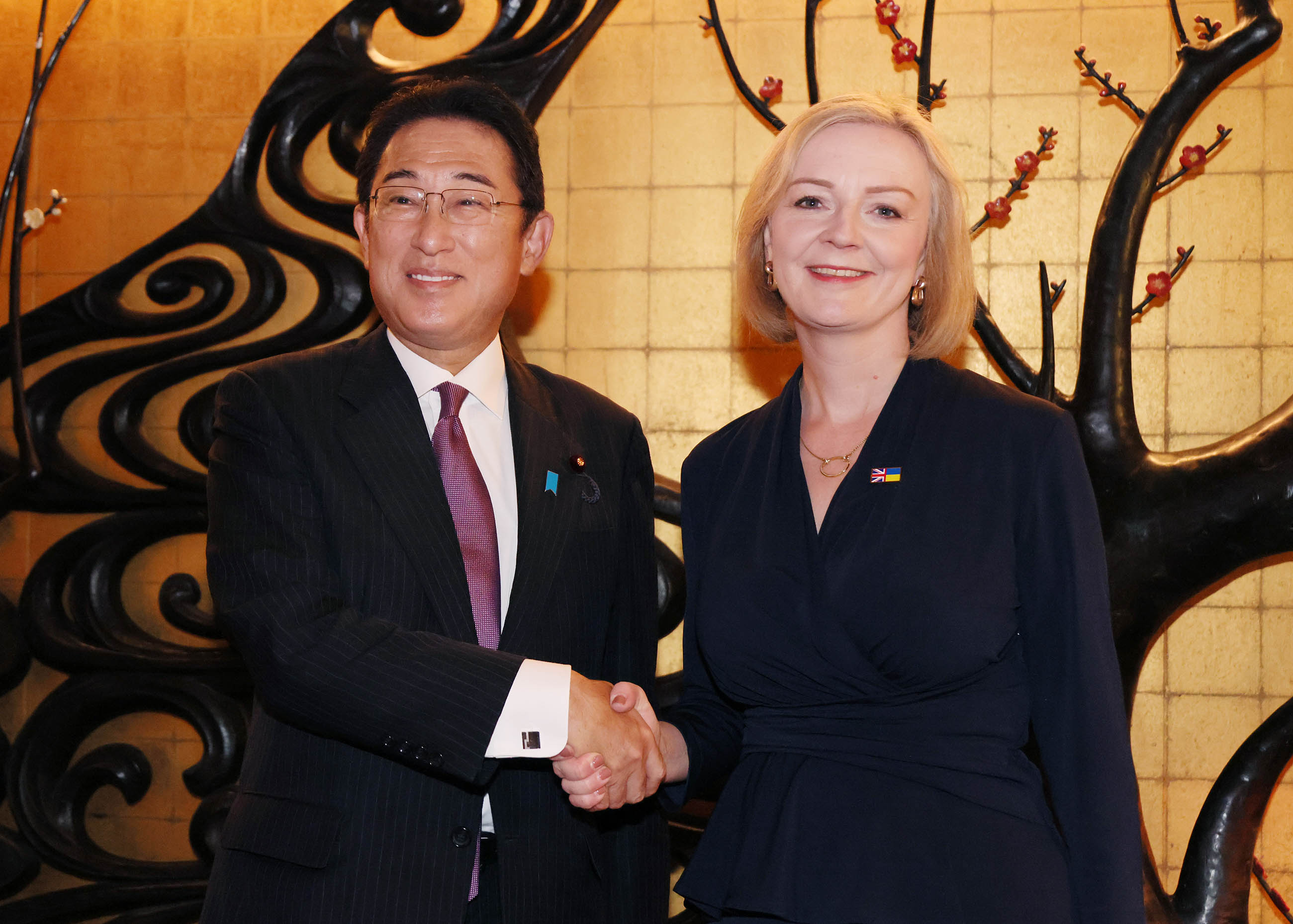
2022年9月21日、日本の岸田文雄内閣総理大臣と

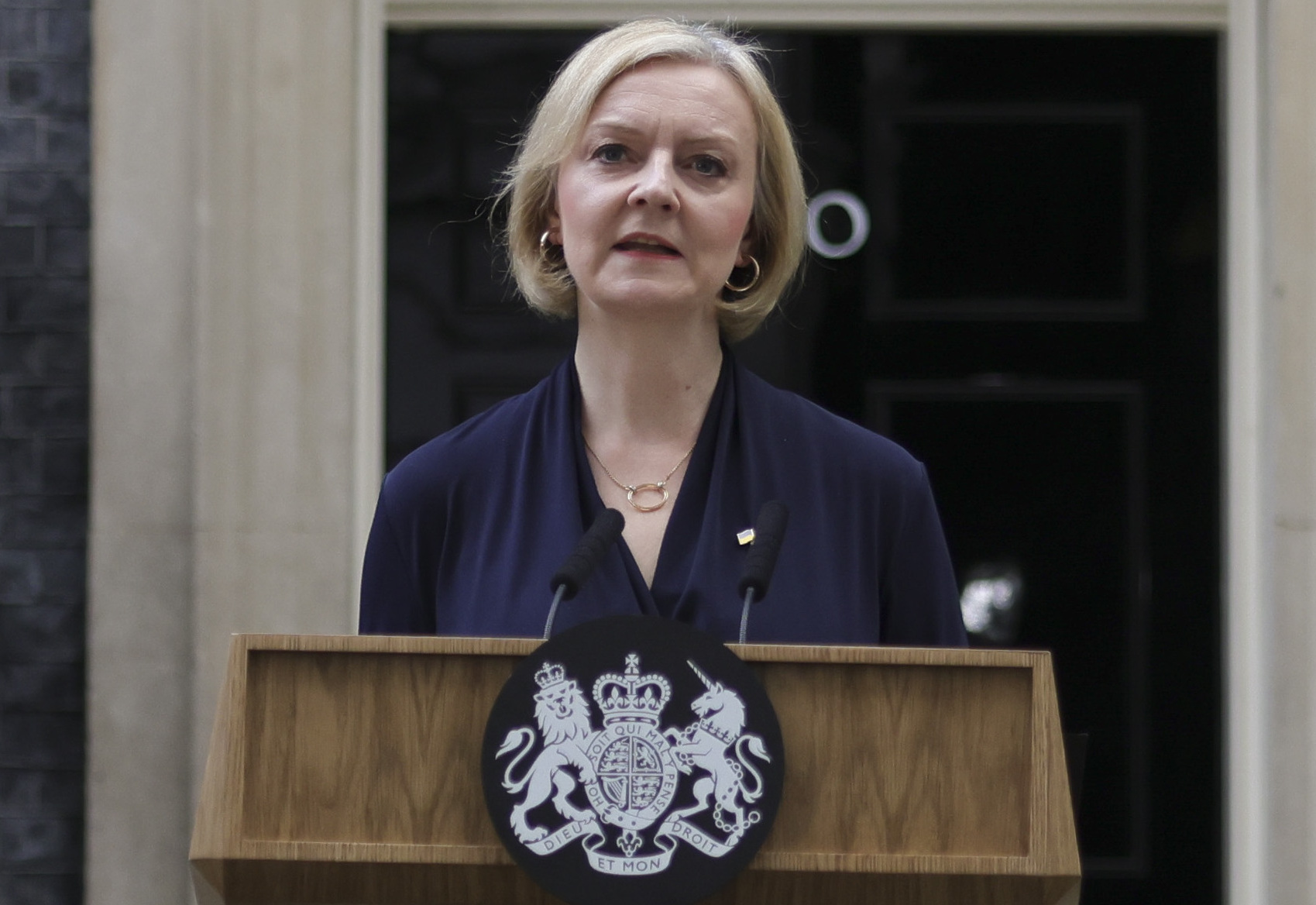
2022年10月20日、 保守党党首・首相を辞任することを表明するトラス

2022年9月6日、トラスはスコットランドのバルモラル城へ出向き、夏季休暇のため静養中の英国女王エリザベス2世に謁見し、正式に首相に任命された。英国首相の任命式がバッキンガム宮殿以外の場所で執り行われるのは異例で、エリザベス2世の在位下で初めてのことであった。任命からわずか2日後の9月8日にエリザベス2世が崩御したことにより、女王の任命した最後の英国首相となった。
トラスは女王からの任命を受けてただちにロンドンへ戻り、ダウニング街10番地（英国首相官邸）で就任演説を行った後に組閣に入り、主要閣僚の任命などを行って自らの政権であるトラス内閣を発足させた。
9月21日には国際連合総会に出席し、ウクライナ侵攻を行ったロシアや中国と対決姿勢を見せる演説を行った。また、翌22日には「在イスラエル英国大使館のエルサレムへの移転を検討している」とヤイル・ラピド同国首相に伝えたことが報道された。

米ドル-英ポンドレート

9月23日、クワシ・クワーテン財務相は、トラスが党首選で公約として掲げていた「法人税率引き上げ凍結」などの減税計画を柱とした「ミニ・バジェット」を発表。しかし、これは政府の借入を前提としたものであったため、政権の財源の不明確な減税策は市場の不信感を招いたことで通貨（ポンド）が下落し、さらに株安やイギリス国債の下落を招くなど経済市場が大混乱に陥った。これを受けて、同月27日には国際通貨基金が「格差を広げる可能性が高い」と警告を発表したほか、アメリカのジョー・バイデン大統領は10月15日に「（イギリス国内の経済混乱は）予測可能なことだ。間違いだと思ったのは私だけではないだろう」と批判し、異例の介入を行った。
経済の混乱から保守党内でも政策の見直しを求める声が高まり、10月14日に混乱の責任を取らせる形で盟友のクワーテンを更迭した。新たに財務相に任命されたジェレミー・ハントは、減税計画をほぼ全面撤回する方針を打ち出した。同月17日、下院ではクワーテンを解任した理由を巡る審議が行われたが、トラスは正当な理由で拘束されていたとして遅刻。討論の終盤に出席したが発言を行わなかった。さらに、同月19日には内務相のスエラ・ブレイバーマンが「技術的なルール違反があった」として突如辞任したが、トラスに辞任を促す狙いがあったとされる。さらに調査会社のYouGovによるトラス政権の支持率が7%、不支持率が77%と記録的な低水準となり、この時点で首相辞任が不可避な情勢となりつつあった。
そして10月20日、就任から僅か2ヶ月も経たない内にトラスは保守党党首・首相を辞任することを発表した。首相在任期間は49日であり、就任後119日で死去したジョージ・カニングを大幅に下回り、史上最短を更新した。

### 首相退任後
首相辞任後の2024年2月21日、右派政治家による政治集会・保守政治活動協議会(CPAC)に講演者として登壇し、その中でディープステート（影の国家）が自身の計画を妨害したせいで政権を追われたと主張した。イギリスの首相経験者が陰謀論を語ったことは大きな波紋を呼び、野党を中心に批判が殺到した。最大野党・労働党のジョナサン・アシュワース下院議員がトラスに議員を続けさせるべきではないという書簡をリシ・スナク首相に送付したほか、自由民主党も首相経験者に支給される手当を返還するようトラスに要求した。労働党のスターマー党首からも、「保守党はいつ統治を諦め、（地球は平らだと誤った主張をする）地球平面協会の政治部門になったのか」と批判されている。
2024年7月4日投開票の総選挙において、与党・保守党は結党以来最悪の大敗を喫し、トラス自身もサウス・ウエスト・ノーフォーク選挙区で労働党候補に630票差で敗れ、落選した。

## 政策・主張

### 経済・外交政策
トラスは経済的自由主義者として知られ、自由貿易を支持している。彼女は、より起業家的な経済とより少ない雇用法を主張する自由市場派の国会議員の集まりである保守党議員のFree Enterprise Groupを設立した。2022年、彼女はサウジアラビアを「同盟国」と呼んだが、同国の政策を容認しているわけではないと述べた 。トラスは、在イスラエル英国大使館をテルアビブからエルサレムに移転することを「検討する」と約束した。
トラスは中国とロシアに対して「タカ派」であると言われ、英国政府に両国への経済的依存度を下げるよう求めてきた。また、中国政府によるウイグル族の扱いに反発し、駐ロンドン中国大使の議会入場を禁止するなど、英国政府による中国への一定の外交・経済制裁を支持してきた。彼女は、リシ・スナクが中国との「より緊密な経済関係を求めている」と非難した。一方で、アメリカのナンシー・ペロシ下院議長が台湾を訪問したことで中国が軍事訓練においてミサイルを発射したことを念頭に、英国の外交・安全保障の長年の立場を踏まえて、もし自分が首相に選ばれたら、在任中に台湾に行くことはないと述べた。
彼女は、トルコについて「欧州の重要な同盟国」であると述べ、「エネルギー、防衛、安全保障」に関する英国とトルコの協力を深めるよう呼びかけた。トラスは、ギリシャ系キプロス人とトルコ系キプロス人分離主義者との間のキプロス紛争について、「国際法の下での再統一への努力と、平和的かつ持続的な解決策を見つける手助け」においてキプロスを引き続き支援すると述べた。

### ブレグジット
トラスは2016年の国民投票の際、英国のEU残留を支持し、次のように述べた。「私は、娘たちがヨーロッパで働くためにビザや許可証が必要であったり、強引な通話料や貿易障壁のためにビジネスの成長が妨げられるような世界で育って欲しくはない。すべての親は、きれいな水、新鮮な空気、豊かな自然がある健全な環境で子どもが育つことを望んでいる。EUの一員であることは、これらの貴重な資源や空間を保護するのに役立ちます。」 しかし、2017年に彼女は「大規模な経済問題が発生すると信じていたが、それらは実現していなく、チャンスも見てきた。」として、もしもう一度国民投票が行われたらブレグジットに投票すると発言している。2022年7月から行われた保守党党首選挙で、トラスは残留支持について「私は間違っていたし、間違っていたと認める用意がある」と述べた。また、ブレグジット後「破滅の前兆のいくつかは起こらず、代わりに私たちは実際に新しい機会を解き放った」とも述べている。

### 社会・文化問題
文化に関しては、トラスは、保守党は「アイデンティティ・ポリティクスのゼロサムゲームを拒否し、キャンセル・カルチャーの非自由主義を拒否し、多くの人々を束縛する低い期待というソフトな偏見を拒否する」べきだと述べている。また、英国は大英帝国の歴史を無視すべきではなく、敵対する国家と競争するためには、この国の歴史を「徹底的に」受け入れるべきだと提言している。
ロイター通信によると、トラスは同性婚に賛成しLGBTQ+の権利に反対票を投じたことはないが、トランスジェンダーの権利を制限するような動きも見せている。彼女は「メディカルチェックは重要だ」と述べ、性別の自認に反対を表明した。彼女は「女性だけが子宮頸部を持つ」ことに同意すると述べた。彼女はまた、政府省庁はストーンウォールの多様性チャンピオン制度から撤退すべきであると述べた。当初は生物学的性別に基づいて制限される男女別サービスを支持していたものの、その後、2022年2月に「政府はそのような施策を制定することに関心がない」と発言している。

### 環境政策

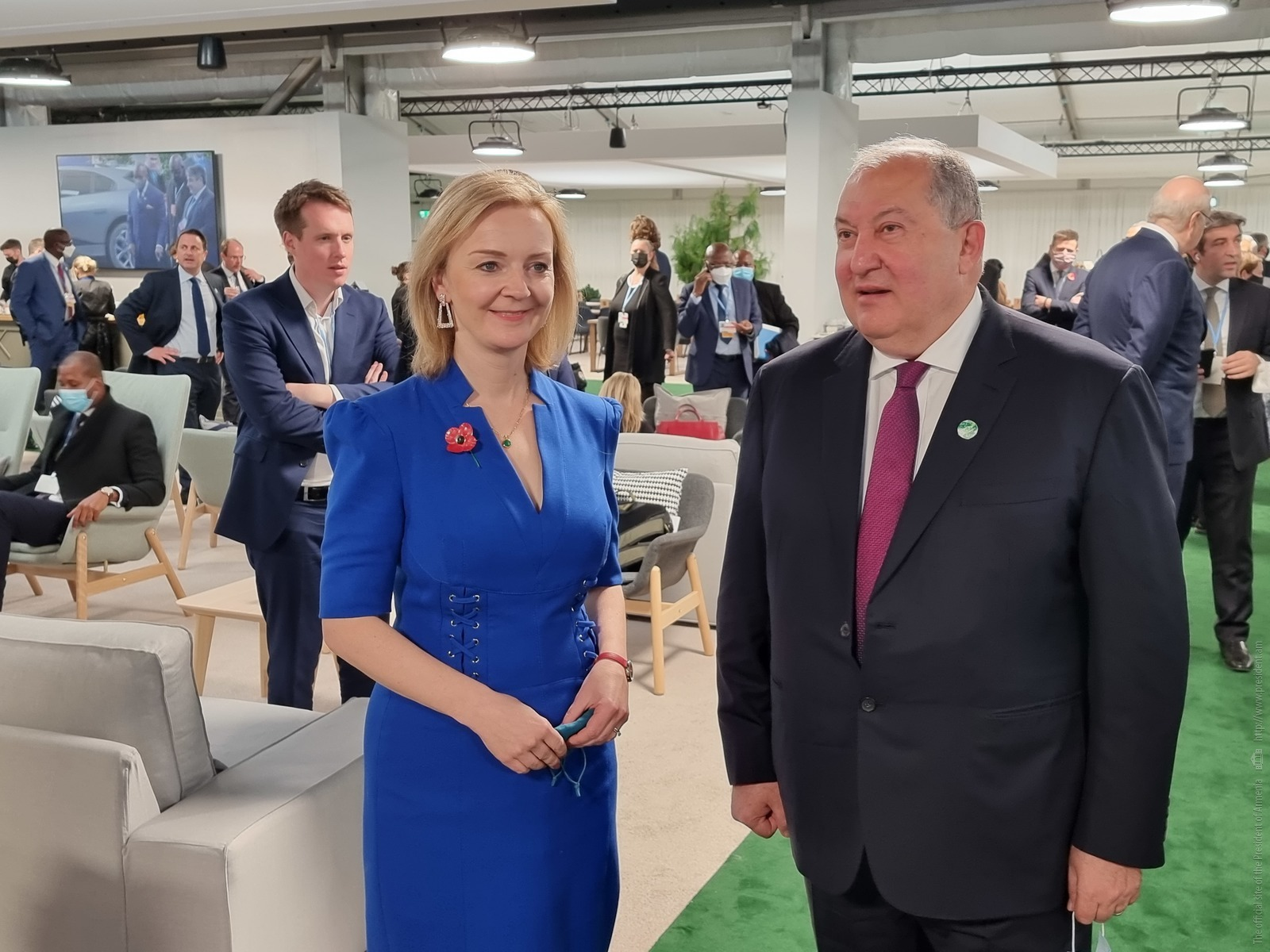
2021年11月2日、スコットランドのグラスゴーで開催された2021 年国連気候変動会議でのトラスとアルメニアのアルメン・サルキシャン大統領

2022年7月25日、BBCでの初の首脳討論で、トラスは次のように述べた。「私は、それが流行する前から環境保護主義者であった。私は10代のエコ戦士で、オゾン層の破壊に反対する運動をしていた。」 彼女はまた、使用と浪費を減らすことで資源を節約し、それが環境に役立つと述べ、食品廃棄物が英国で大きな問題になっていることを指摘した。
保守環境ネットワーク (CEN)のウェブサイトでは、トラスは保守系環境誓約に署名している 。CENは127名の保守党議員の支持を受けている 。彼女は以下にコミットしている。i) Brexitの自由を利用して、持続可能な農業と環境を支援する ii) クリーンな英国エネルギーを解放して、エネルギー安全保障を強化する iii) 住宅断熱と電気自動車充電拠点を英国中に展開して、生活コストを削減する iv) 環境法を実施して自然を回復する v) 将来の技術を支援して、クリーン成長を加速化させる。CENの誓約に署名することで、トラスは2050年までに英国のネットゼロ目標を達成することを約束し 、2022年には、家庭や企業の請求書にかかる環境税を一時停止して、「企業や消費者を害さない方法で」これを実現したいと述べている。
デイリー・テレグラフ紙が報じたように、もし保守党の党首に選ばれた場合、トラスは「栄養塩中立性」要件と呼ばれる環境規則を廃止する計画である。このルールは「開発者が河川や湿地帯に提案する際の汚染面での影響を詳細に説明することを求める」もので、非省庁の公的機関であるナチュラル・イングランドによって実施されている。英国政府の栄養塩中立性への支持は、2022年3月の政策文書「栄養塩汚染：保護地への影響の低減」で概説されている。
Offshore Energies UKが確認したように、トラスは当選すれば、北海の石油・ガス掘削ライセンスを次々と承認し、彼女のアドバイザーが北海の生産についてエネルギー企業と話をすることになる  。英国のエネルギー安全保障を確保するための長期計画の一環として、最大130の新しい掘削許可が発行される可能性がある。グリーンピースのダグ・パー博士は、掘削を強化してもエネルギー料金にはほとんど影響がないと批判している。
2022年、トラスは英国政府が2019年から実施している フラッキングのモラトリアムを終了させ、「地元で支持されている部分で」許可することを示唆した。トラスは、フラッキングを、英国のロシア産エネルギー源への依存度を下げる方法として捉えている。2015年の環境大臣時代、トラスは緑の党のキャロライン・ルーカス議員から、フラッキングに直面している地域に対して、地方へのリスクを示す証拠を「隠している」ことを謝罪するよう促された。
トラスはソーラーパネルの使用に反対しているわけではないが、2022年に「イングランドをドライブしていると、作物や家畜でいっぱいなはずの畑が、ソーラーパネルでいっぱいになっているのを見て、最も気が滅入る光景の1つだと思う。と言った。 彼女は、ソーラーパネルの使用を商業施設の屋根に限定することを提案している。
8月にエクセターで行われた公聴会では、小型モジュール炉や大型原子力発電施設の建設に賛成すると発言している。トラスは外務大臣時代、原子力発電所を含む英国のインフラに中国が関与することに警鐘を鳴らしてきた。
グラスゴーでのCOP26首脳会議後のトラスとFCDOのプレスリリースは、次のように結んでいる。「英国は、世界中の国々がグリーンで持続可能な成長と経済発展を追求するために、実行可能なグリーン企業を支援することを約束する。」。また、2021年12月のG7外務開発相会議の終了時に「来年のCOP27に向け、1.5度に手が届くような行動を加速・強化するために協力することを約束する。」との声明を出した。

## 人物
2000年、会計士仲間のヒュー・オリアリーと結婚し、2人の娘をもうけた。しかし、2004年から2005年半ばまで、保守党が彼女の政治的指導者に指名した既婚のマーク・フィールド議員と不倫関係にあった。
2022年、トラスは「キリスト教の信仰と英国国教会の価値観を共有しているが、日頃からの宗教的実践者ではない」と語っている。
メディアからはマーガレット・サッチャー元首相になぞらえて「鉄の女2.0」と呼ばれている。自身も尊敬する人物としてサッチャーを挙げている一方で、「女性政治家が必ずサッチャー氏と比べられることに私はいらだちを覚える。私は私だ」とも述べている。
ジョンソン前首相の上級顧問を務めたドミニク・カミングスからは、「人間手榴弾」と形容された。